# 奇克塞里河
奇克塞里河是意大利的河流，位於西西里島南部卡利亞里省，河道全長40公里，流域面積880平方公里，平均流量每秒10立方米，河口處在阿塞米尼附近。
39°16′N 9°00′E / 39.267°N 9.000°E